# Огузхан (комплекс зданий)
Дворцовый комплекс «Огузхан» (туркм. «Oguzhan» köşgi) — резиденция президента Туркменистана. Расположен в Ашхабаде, был построен в мае 2011 года, служит президентским дворцом вместо старого, небольшого «дворца Туркменбаши», расположенного неподалёку.

## Описание

Здание дворца входящего в комплекс «Огузхан» (бывший Дворец Туркменбаши)

В 1997 году французская строительная компания Bouygues возвела дворец для первого Президента Туркменистана Сапармурата Ниязова. Стоимость дворца составила $70–80 млн. Беломраморный дворец в восточном стиле, увенчанный золотым куполом отличался яркой внешностью, но впоследствии в Казахстане и Таджикистане были построены более крупные резиденции. Здание имеет высоту 45 метров, в нём расположено три этажа. Площадь — около 16 тыс. м². Общая площадь дворца, прилегающего каскада фонтанов и парка составляет 7,5 га. Внутренние помещения отделаны мрамором и дорогими породами дерева. Для внутреннего оформления дворца за $55 тыс. было заказано 14 ковров ручной работы общей площадью 218 кв. м.
Строительство нового дворца началось в 2008 году компанией Bouygues, окончилось 18 мая 2011 года. Стоимость дворца составила 250 миллионов долларов США. В этот же день первым его хозяином стал второй президент Туркменистана Гурбангулы Бердымухамедов.
Президент Туркменистана принял участие в открытии, в своей речи Бердымухамедов сказал:

«Дворцовый комплекс, отличающийся оригинальной архитектурой, призван стать символом высокого международного авторитета Туркменистана — страны, являющейся одним из центров древней культуры и ныне переживающей духовное возрождение. Здесь будут приниматься конструктивные решения, нацеленные на обеспечение мирной, благополучной и счастливой жизни граждан нашей страны, будет дан импульс масштабным свершениям с целью успешной реализации нашего главного лозунга „Государство — для человека“»

## Залы дворца
В центральном холле дворца происходят церемонии встречи высоких гостей, «Золотой зал» предназначен для двусторонних переговоров на высшем уровне в узком кругу. Зал «Горкут ата» предназначен для переговоров в расширенном составе. Зал «Сельджук хан» является местом подписания двусторонних документов и межправительственных соглашений. В зале «Байрам хан» по итогам переговоров «в верхах» проходят пресс-конференции и брифинги для представителей ведущих СМИ и международных информационных агентств. Зал «Махтумкули» предназначен для проведения различных собраний и культурных мероприятий.

## Изображение на банкнотах

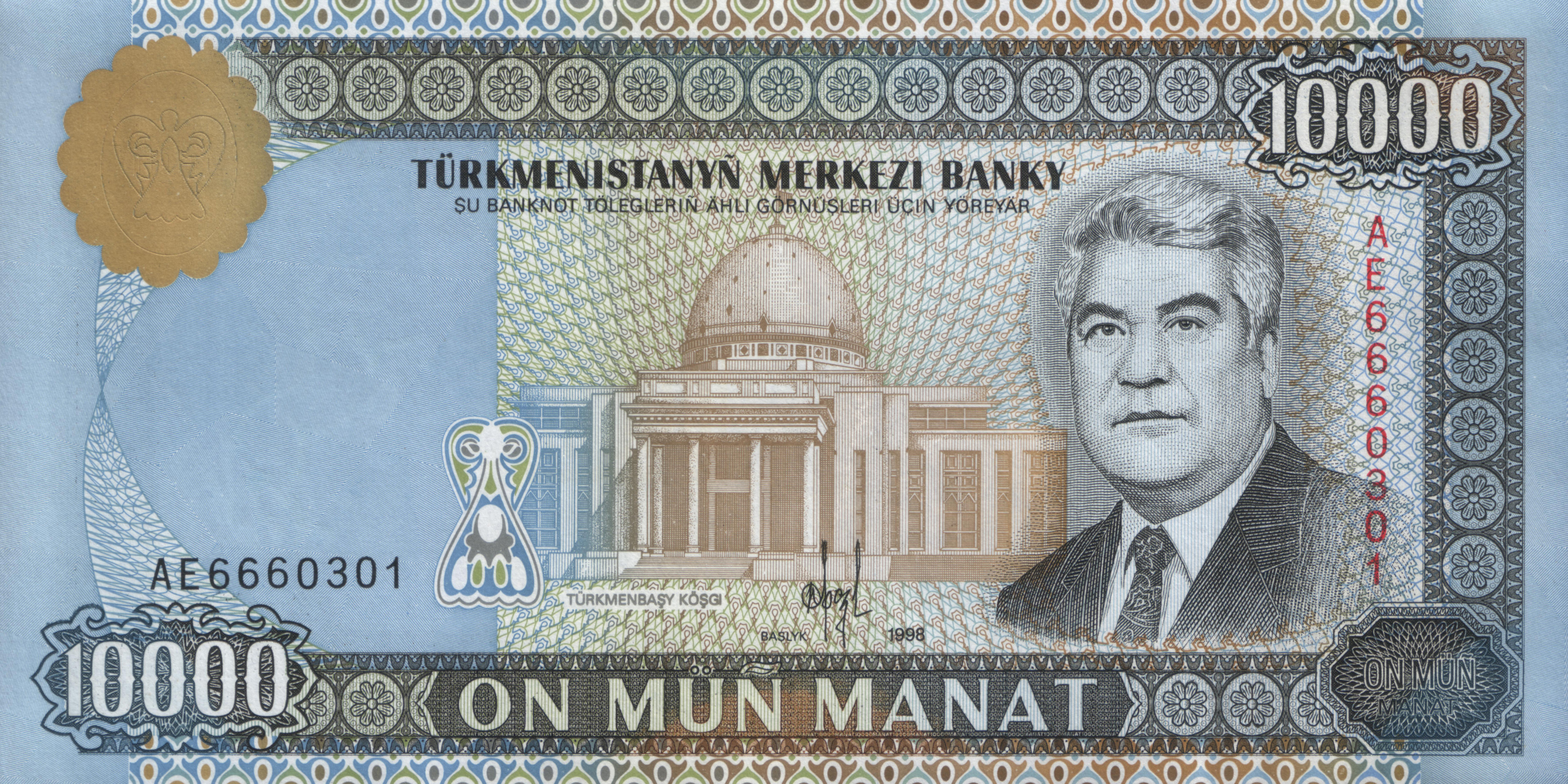
10000 манат Туркменистана 1998 года
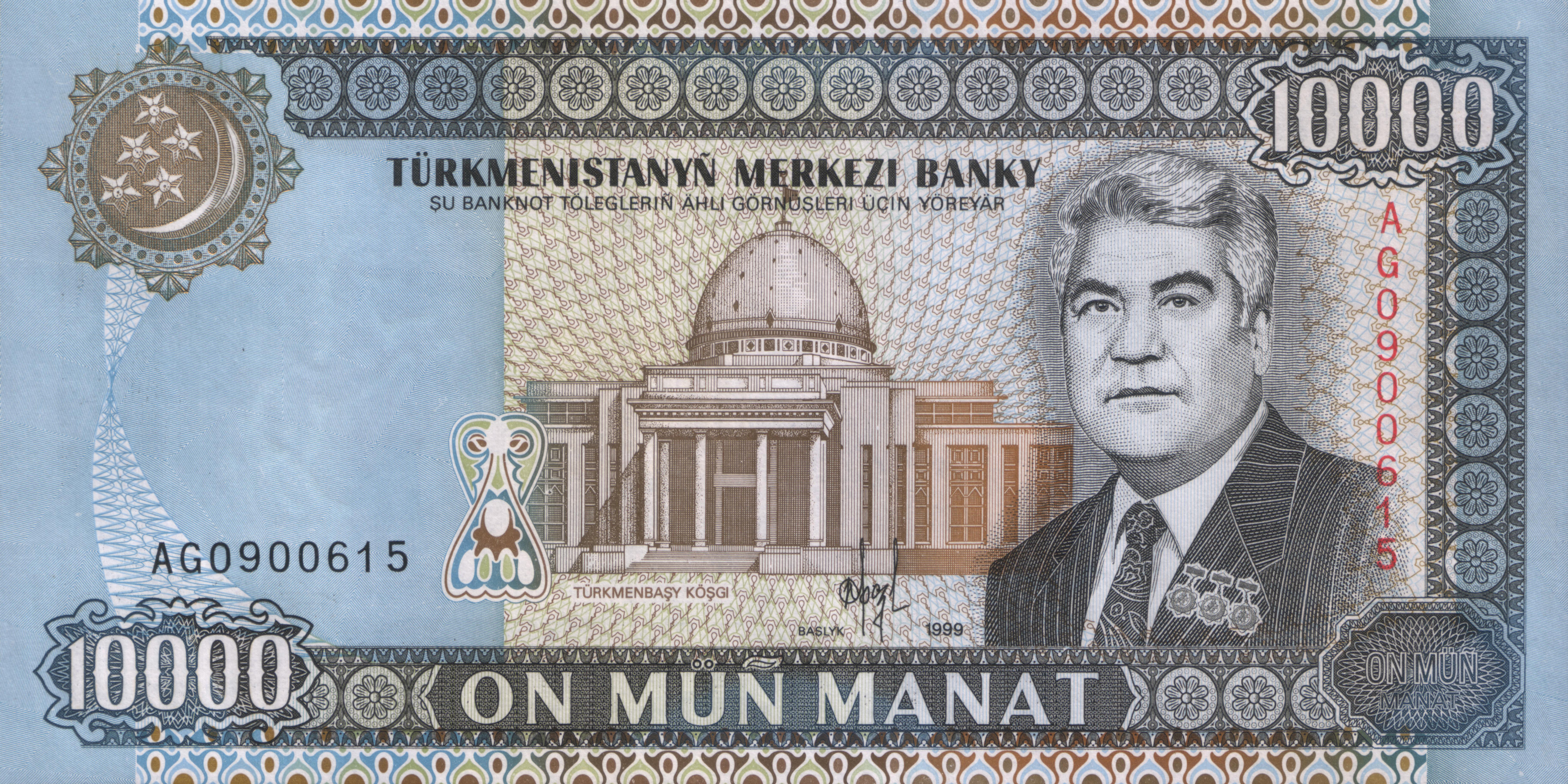
10000 манат Туркменистана 1999 года
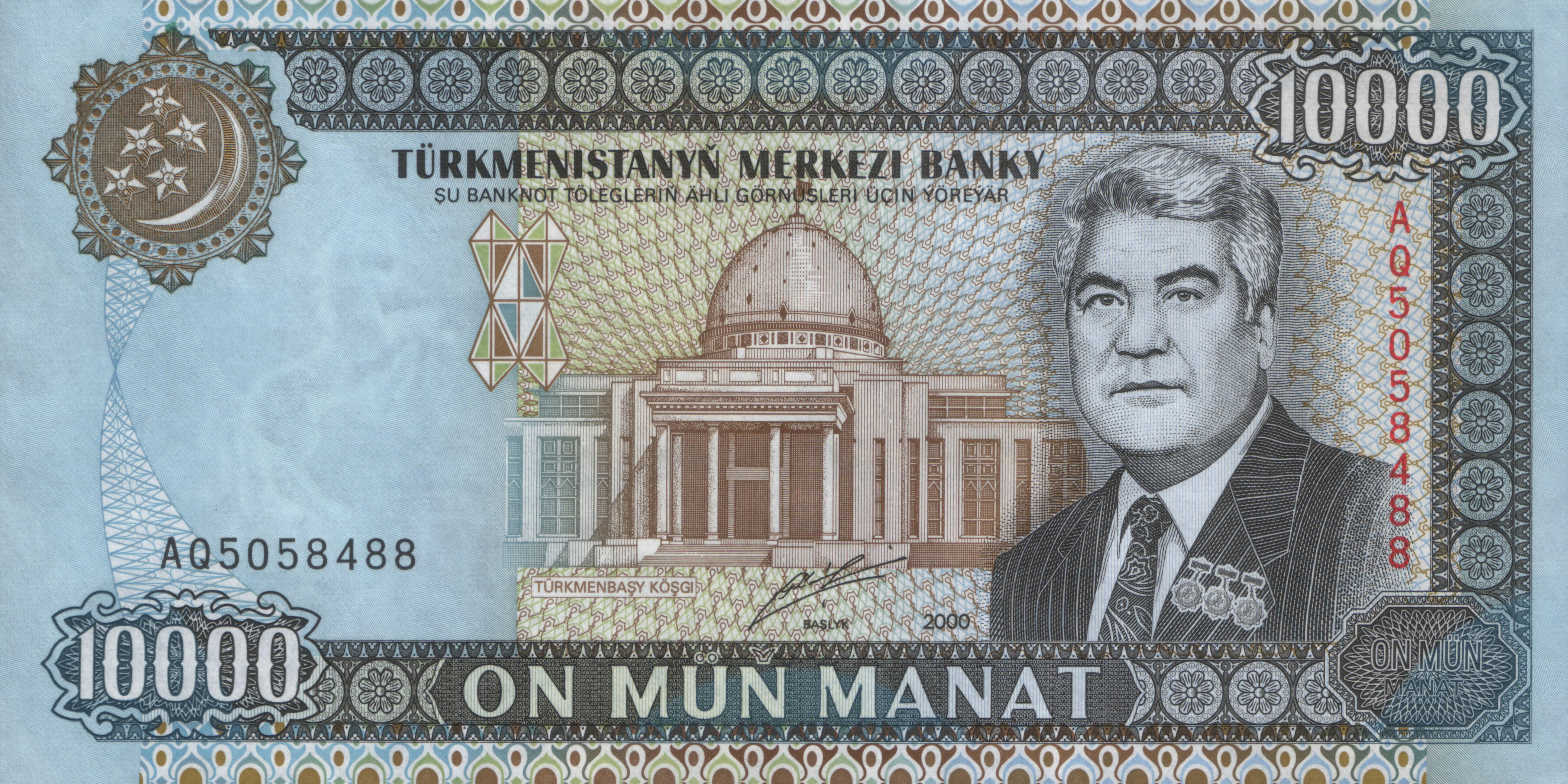
10000 манат Туркменистана 2000 года
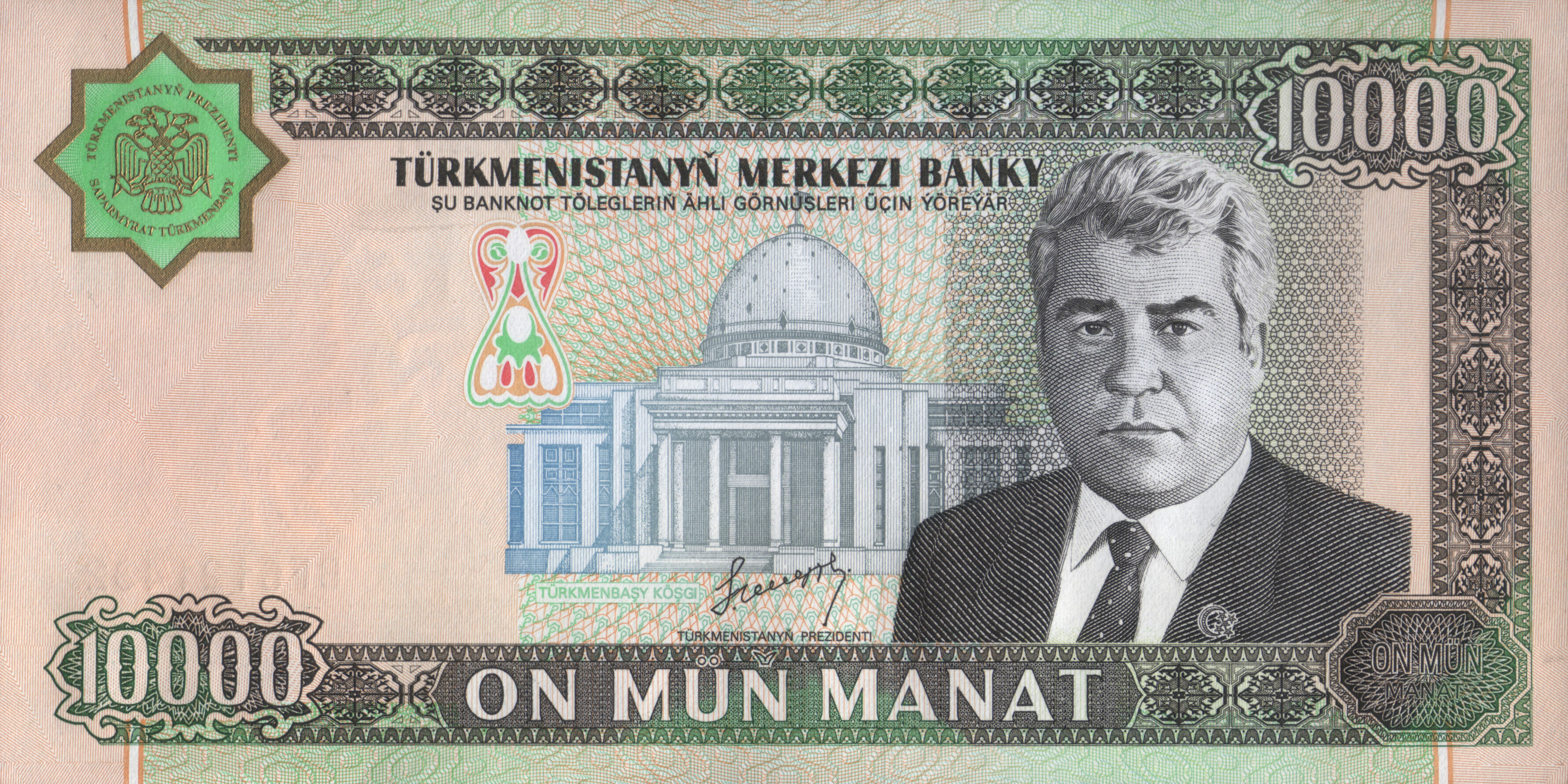
10000 манат Туркменистана 2003 года
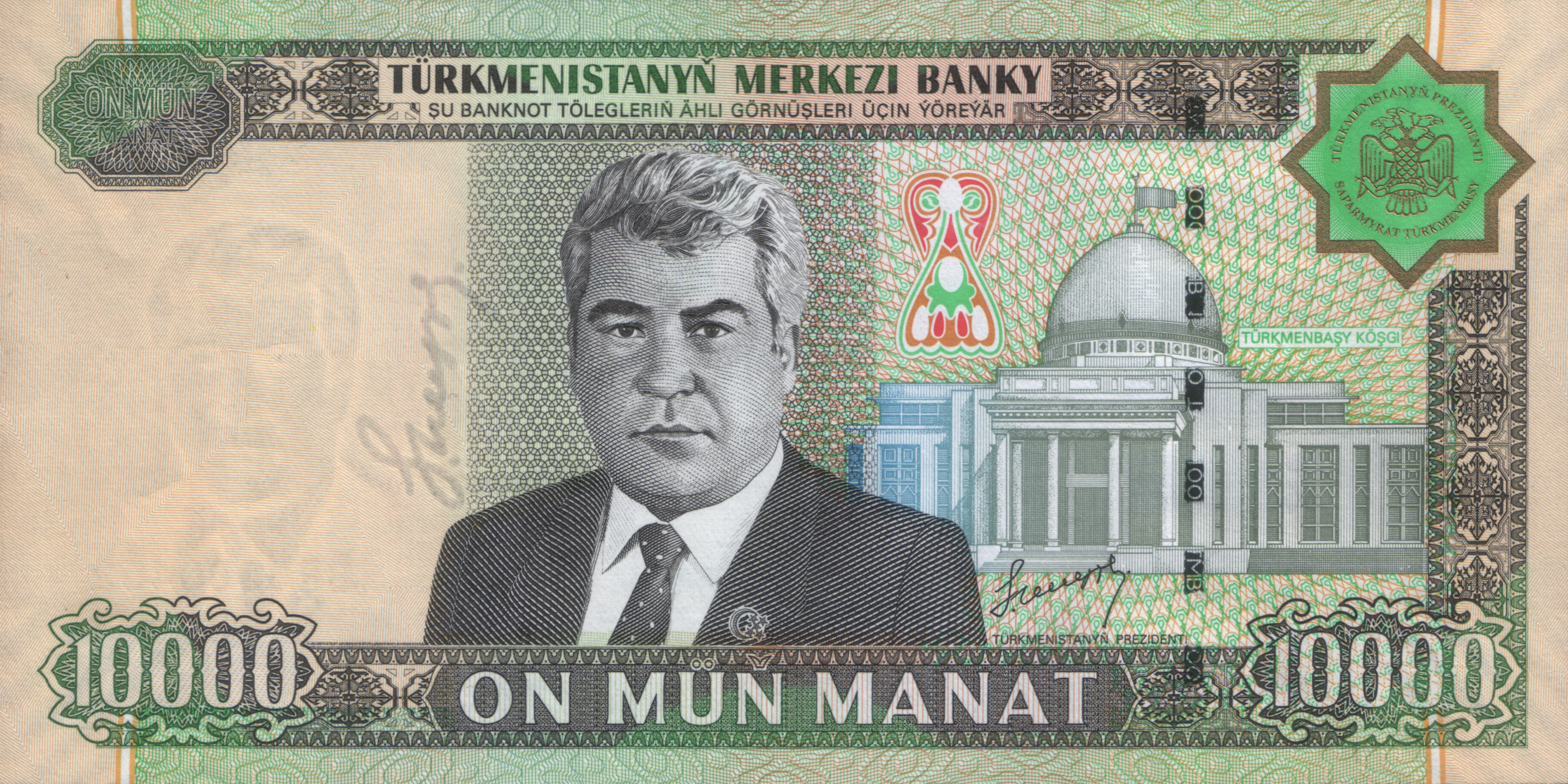
10000 манат Туркменистана 2005 года
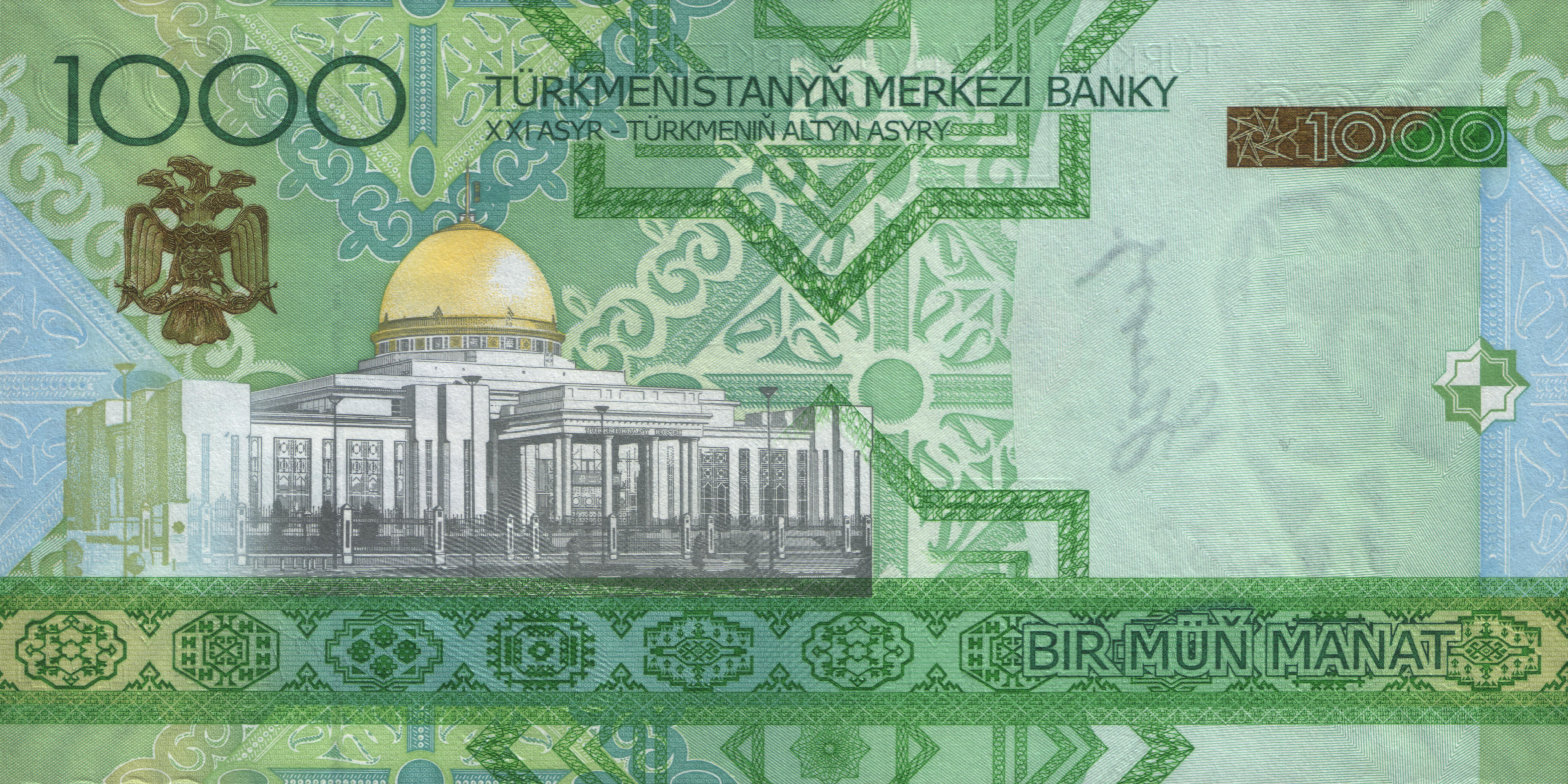
1000 манат 2005 года
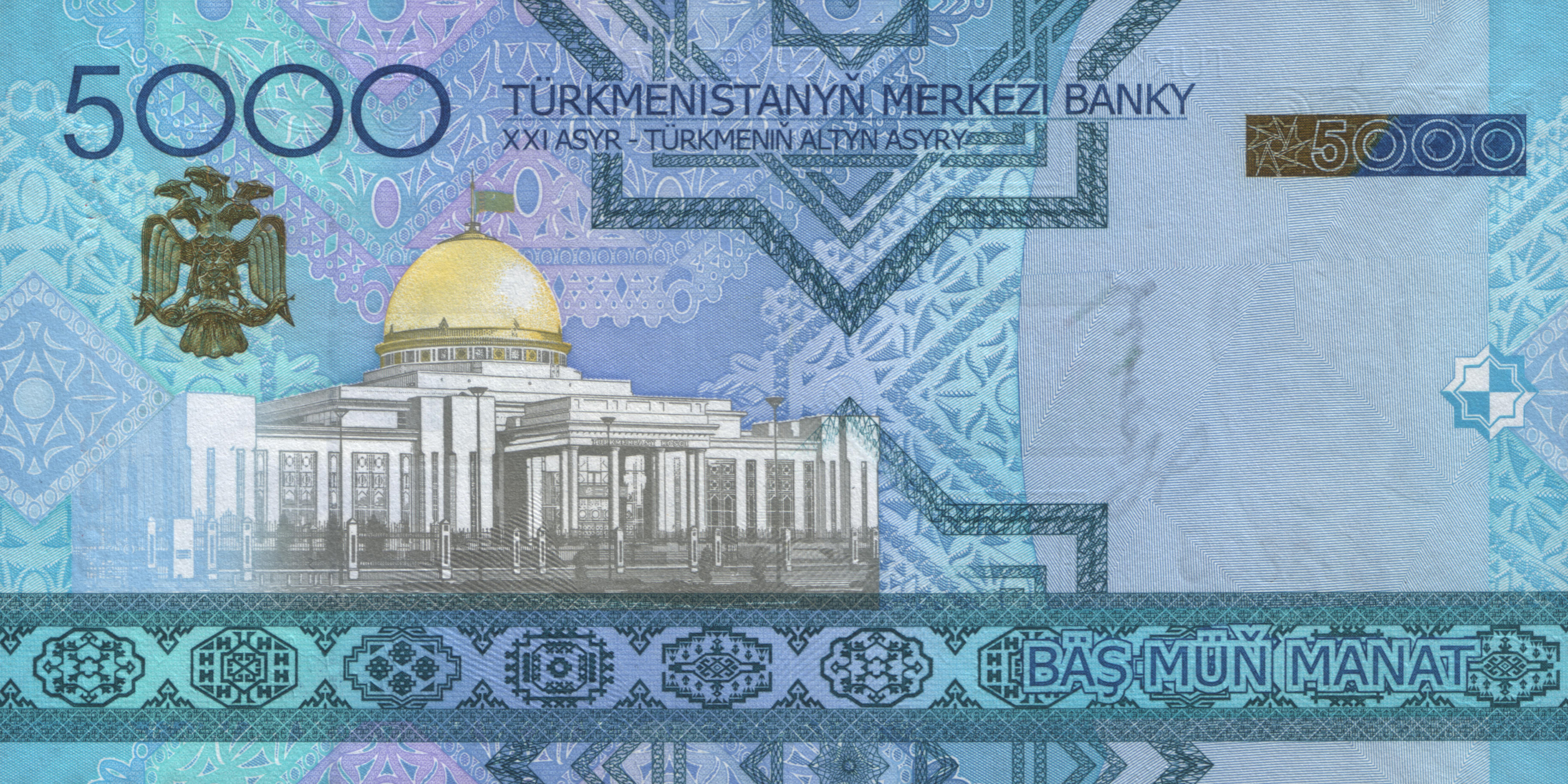
5000 манат 2005 года
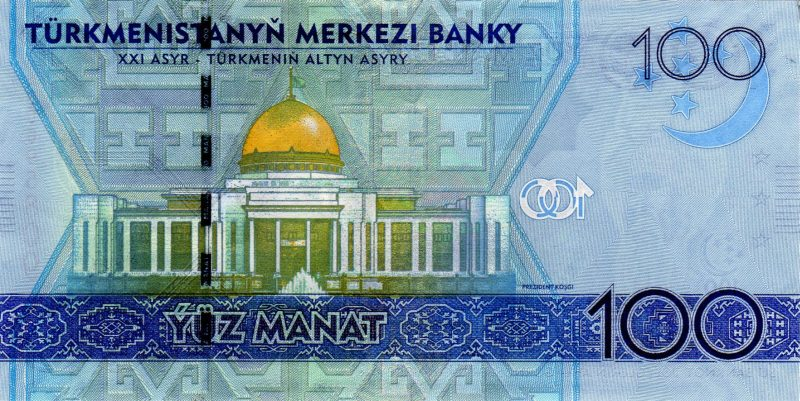
100 манат 2009 года